# Convenção de Londres (1786)
Convenção de Londres, também conhecida como Convenção Anglo-Espanhola, foi um acordo negociado entre o Reino da Grã-Bretanha e o Reino de Espanha relativo ao estatuto dos assentamentos britânicos na Costa dos Mosquitos na América Central. Foi assinado em 14 de julho de 1786.
Segundo os termos do Tratado de Paris de 1783 que pôs fim a Guerra de Independência dos Estados Unidos e incluiu a Espanha como signatária, os assentamentos britânicos no "continente espanhol" deveriam ser evacuados, empregando uma linguagem similar àquela do Tratado de Paris de 1763 que encerrou a Guerra dos Sete Anos. Os colonos britânicos na área resistiram à implementação do acordo de 1783, ao observar (como haviam feito após o tratado de 1763) que os espanhóis nunca haviam realmente controlado a área e que, portanto, ela não pertencia ao "continente espanhol". Depois que ambos os lados aumentaram as atividades militares na área do assentamento do Rio Negro, onde a maioria dos colonos britânicos viviam, decidiu-se iniciar as negociações para resolver a questão.
No acordo firmado em 14 de julho de 1786, a Grã-Bretanha concordou em evacuar todos os assentamentos britânicos da Costa dos Mosquitos. Em troca, a Espanha concordou em expandir o território disponível para os madeireiros britânicos na península de Yucatán, e permitiu-lhes cortar mogno e outras madeiras nobres que estavam aumentando em termos valor. Apesar da oposição dos colonos da Costa dos Mosquitos, o acordo foi implementado, e os britânicos evacuaram mais de 2 000 pessoas. A maior parte se dirigiu para Belize, mas outros foram transferidos para a Jamaica, Grande Caimão ou Roatán. O controle do assentamento do Rio Negro foi formalmente entregue aos espanhóis em 29 de agosto de 1787, pelo neto de seu fundador, William Pitt.